# Pieter de Hooch
Pieter Hendrickzoon de Hooch [ho.k] (også Hoogh, Hooghe) (døbt 20. december 1629 i Rotterdam – efter 1683) var en hollandsk genremaler i den hollandske guldalder. Mange af hans værker har ligheder i motivvalg og komposition med Johannes Vermeer.
Hooch var søn af mureren Hendrick Hendricksz de Hooch og jordemoderen Annetge Pieters.
De Hooch bliver nævnt første gang i kilderne i Delft d. 5. august 1652, hvor han og en anden maler, Hendrick van der Burgh underskriver som vidner på et testamente. Efter at have været kammertjener giftede han sig 1654 med datteren af en rig fajancefabrikant i Delft, bosatte sig her et par år (1655 medlem af Sankt Lukasgildet) og kunne nu leve for sin kunst. 1657-68 synes han at have virket i Amsterdam; efter 1677 (sidste årstal på hans billeder) ved man næsten intet om ham. Han var aktiv i 1683, men efter dette år er det uvist, hvornår han dør. Hans søn Pieter døde i 1684, hvilket fejlagtig blev angivet som faderens dødsag.
Han uddannede sig i begyndelsen under indflydelse fra Jacob Duck, senere fra Rembrandt. Hoochs malerier »fortæller« så lidt: Et brev læses, der syes, den daglige dont passes, men man får på den elskværdigste måde idyllen og hyggen i de hollandske hjem; med udsøgt malerisk kraft skildres disse hjem med deres udstyr. Lyset bringer stemning over dem; fra højtsiddende vinduer siver det gyldent ned på det ternede gulv og brydes med lyset fra siderummet; Hoochs klare og smukke komposition virker gerne med flere rum: Udsigt ind gennem en åbentstående dør, indblik til et gårdinteriør osv. Disse skønne billeder — de tidligste af størst malerisk fylde — hører til malerisamlingernes perler. I Rijksmuseum i Amsterdam bl.a. Moder med barnet, Binnenhuis, Køkkenet, i Londons National Gallery Musikselskab i en gård etc., i Louvre Spillepartiet, i Frankfurt am Mains Städelches Museum Dame ved skrivebordet, i Gemäldegalerie, Berlin (tidligere Kaiser Friedrich-Museum): Slagtet svin, Hollandsk interiør mm.
I Statens Museum for Kunst billeder, der dog har lidt en del (forvaskning), i Nivaagaards Malerisamling et fint gårdinteriør. Hooch er også repræsenteret i Nationalmuseum i Stockholm.

## Galleri
- The Empty Glass ca. 1652
- Bringer of Bad News ca. 1655
- 1659
- The Visit ca. 1657
- The Golf Players ca. 1658
- Cardplayers in a Sunlit Room ca. 1658
- A Dutch Courtyard ca. 1658-1660
- Group portrait of an unknown family or company ca. 1650-1665
- A Mother's Duty ca. 1658
- The Courtyard of a House in Delft ca. 1658
- Company in a courtyard behind a house ca. 1663
- Two Women Beside a Linen Chest, with a Child ca. 1663
- The Maidservant ca. 1667
- Man Reading a Letter and a Woman Sewing ca. 1674-1676
- Company in an interior eating oysters ca. 1681